# Mojave Experiment
Mojave Experiment — это рекламная кампания от Microsoft, которая была создана для продвижения Windows Vista в 2008 году. Цель этой рекламы — изменить плохие оценки людей об этой операционной системе.

## Рекламная кампания
Действия рекламной кампании были следующие: была серия реклам, в которых сотрудник Microsoft подходил к людям с ноутбуком и просил описание по своим словам. После описания он предлагал оценить систему по шкале от 1 до 10. Далее он предлагал Windows Mojave, которая, по сути, была ребрендированной Windows Vista, и также предлагал оценить её по той же шкале. Позже он говорил, что Windows Mojave — это, по сути, ребрендированная Windows Vista, которая отличается лишь названием.

## Критика
Критики, посмотрев эту рекламу, были недовольны тем, что при тестировании системы нельзя было поставить драйверы или приложения. Также они были недовольны ноутбуками, у которых уже были рекомендуемые характеристики для Windows Vista.